# Георг фон Папенхайм
Георг фон Папенхайм (на немски: Georg von Pappenheim; Georg (Freiherr) Marschalk von Pappenheim; † 10 декември 1563) от рода на наследствените имперски маршали на Папенхайм-Тройхтлинген в Бавария, е 48. епископ на Регенсбург и княз-епископ на манастир Регенсбург (1548 – 1563).

## Биография
Той е син на Георг II фон Папенхайм († 1529) и съпругата му Маргарета Нотхафт фон Вернберг, дъщеря на Каспар Нотхафт († 1466) и Маргарета фон Ахаймб. Роднина е на Кристоф фон Папенхайм, епископ на Айхщет (1535 – 1539) и с историка Матеус фон Папенхайм (1458 – 1541), домхер в Аугсбург.
През неговото време контрареформацията достига до Регенсбург.

## Галерия
- Замък Папенхайм
- Дворец Тройхтлинген